# Plaques de matrícula de les Illes Mariannes Septentrionals

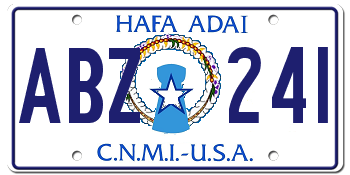
Model de matrícula de Illes Mariannes Septentrionals del 2005.

Les Plaques de matrícula de les Illes Mariannes Septentrionals es componen, des del 1989, d'un sistema de combinació alfanumèric format per tres lletres i tres xifres (ex. ABC 123). Els caràcters són de color blau marí sobre un fons blanc reflectant. El nom del territori, "C.N.M.I.-U.S.A.", apareix centrat a la part inferior i l'eslògan "HAFA ADAI" a la de dalt, tots dos en color blau cel. Mentre que al centre de la placa hi apareix el contingut de la bandera del territori.

## Història
El territori no incorporat de les Illes Mariannes Septentrionals exigeix que els residents registressin els seus vehicles de motor i mostressin matrícules des del 1968.

### Models de 1968 fins avui dia
| Imatge | Data d'expedició | Disseny | Lema                        | Combinació utilitzada | Notes |
| ------ | ---------------- | --- | --------------------------- | --------------------- | --- |
|        | 1968             | Caràcters en negre sobre fons blanc. "MARIANA DISTRICT SAIPAN M.I." en dues línies centrat a dalt i "TRUST TERR. PAC. IS. 1968" centrat a baix.                      | Sense lema                  | 1234                  | "TRUST TERR. PAC. IS." fa referència al Territori en Fideïcomís de les Illes del Pacífic de l'ONU administrat pels Estats Units entre 1947 i 1986.                                                                        |
|        | 1978             | Caràcters en blau sobre fons blanc. "COMMONWEALTH" centrat a dalt i "NORTHERN MARIANA IS." a baix. Silueta d'una pedra Latte i un estel de cinc puntes a l'esquerra. | Sense lema                  | 1234                  | |
|        | 1989             | Caràcters en blau marí sobre fons blanc reflectant. "C.N.M.I.-U.S.A." centrat a baix i l'escut al centre.                                                            | "HAFA ADAI" centrat a dalt. | ABC 123               | Des de 1989, totes les plaques dels vehicles de passatgers tenen un forat de muntatge rodó a la cantonada superior dreta i ranures horitzontals a les altres tres cantonades, com passa amb les plaques de Hawaii i Guam. |
|        | 2005             | Mateix disseny que l'anterior però la combinació està estampada i no gravada en relleu.                                                                              | "HAFA ADAI" centrat a dalt. | ABC 123               | |